# Крамар, Антон Игоревич
Антон Игоревич Крамар (укр. Антон Ігорович Крамар; род. 5 февраля 1988, Смела, Черкасская область) — украинский футболист, полузащитник.

## Клубная карьера
Воспитанник смелянской ДЮСШ «Олимп». Первый тренер — Нагорный В. С. Выступал в чемпионате на первенство области за юношеские команды «Локомотив» (Смела) и «Днепр-2» (Смела).
В первой половине 2006 года подписал профессиональный контракт с второлиговым черкасским «Днепром», который по итогам сезона 2005/06 вышел в первую лигу. Летом 2009 года команда прекратила существование и Крамар на правах свободного агента покинул клуб.
В июле 2009 года подписал контракт с второлиговым белоцерковским «Арсеналом». Однако уже после окончания чемпионата 2008/09 команда «ИгроСервис» снялась с соревнований. Поэтому между командами, занявшими второе место в группе во второй лиге, 12 июля в Черкассах состоялся стыковой матч, в котором «Арсенал» с помощью Крамара обыграл «Полтаву» 1:0 и в сезоне 2009/10 впервые в истории дебютировал в первой лиге. Однако, в составе «канониров» заиграть Антон не сумел, сыграв за сезон всего 15 матчей за основную команду.
В течение сезона 2010/11 выступал в первой лиге за «Львов», в котором был основным полузащитником команды.
В июле 2011 года перешёл в перволиговый «Севастополь», где не стал основным игроком команды, из-за чего вторую половину сезона 2011/12 выступал на правах аренды за «Буковину», после чего вернулся в состав «Севастополя», периодически выходя на замены.
В начале 2014 года новый наставник «Севастополя» Ангел Червенков не взял Антона на зарубежные учебно-тренировочные сборы, после чего футболисту пришлось заняться поисками нового клуба. Крамар оказался востребованным в черниговской «Десне», которую возглавлял Александр Рябоконь. Наставнику черниговцев были хорошо известны возможности футболиста ещё со времен совместной работы в «Львове». Кроме того, именно Рябоконь пригласил Крамара в «Севастополь».
23 июля 2014 стал игроком кировоградской «Звезды», за которую сыграл 6 матчей и расторг контракт с клубом 6 октября того же года по обоюдному согласию.
В начале 2015 года Крамар вернулся в черниговскую «Десну», за которую до конца года сыграл в 9 матчах чемпионата и забил 2 гола.
В конце февраля 2016 года стал игроком «Горняка». 23 июня того же года получил статус свободного агента из-за снятия команды с турнира.
28 июня 2016 года стало известно, что Крамар будет играть за «Черкасский Днепр». За два года в черкасской команде, сыграл в 49 матчах чемпионата и забил 4 гола.